# Castillon-du-Gard
Castillon-du-Gard è un comune francese di 1 466 abitanti situato nel dipartimento del Gard, nella regione dell'Occitania.

## Società

### Evoluzione demografica
Abitanti censiti